# پس‌چه‌ایسم
پس‌چه‌گویی  (به انگلیسی: Whataboutism) اصطلاحی برای توصیف یک تکنیک تبلیغی مورد استفادهٔ اتحاد جماهیر شوروی در ارتباط با مسائل مربوط به جهان غرب در دوران جنگ سرد است. در زمان حکومت شوروی هنگامی که انتقادی به موضوعی وارد می‌شود پاسخ معمولاً «پس در… چه؟» بود که جای خالی با یک مسئله در غرب بیان می‌شود. این یک نوع مغالطه شناخته‌شده در دستگاه حاکم این کشور بود. هم‌اکنون نیز گروه‌های مختلفی از این روش استفاده می‌کنند. طرز کار این روش به صورت چکیده این است که گوینده در آن عامدانه و هدفمند تلاش می‌کند با توسل به رخدادهای دیگر (نظیر جنایات جنگی در سایر کشورها) و بهره‌گیری از احساسات مخاطب، موضوع بحث و انتقاد اصلی را منحرف سازد.

## کاربرد در زبان‌های دیگر
مفهوم فرافکنی و تغییر دادن موضوع مورد مناقشه از یک عنوان به عنوان دیگر در زبان‌ها و فرهنگ‌های مختلف وجود دارد. از جمله در زبان فارسی، وقتی یک فرد در پاسخ به انتقاد یا سرزنشی در مورد خودش با فرم کلی «حالا من اینطوری، ولی تو چی»، استفاده می‌کند، در واقع از همین تکنیک فرافکنی بهره برده است.

## دفاع
برخی منتقدان در موارد مشخصی، از استفادهٔ پس‌چه‌گویی دفاع کرده‌اند. پس‌چه‌گویی می‌تواند زمینه لازم را برای فهم این که آیا یک نقد، وارد یا منصفانه است ارائه دهد. در ضوابط بین‌الملل، رفتاری که طبق معیارهای بین‌المللی دارای نقیصه تشخیص داده شود ممکن است که در یک منطقه جغرافیایی خوب تلقی شده و شایسته آن باشد که این چنین به رسمیت شناخته شود.
کریستین کریستنسن، استاد خبرنگاری در استکهلم معتقد است که اتهام پس‌چه‌گویی خودش نوعی از همین مغلطه است چرا که نقدهای مربوط به رفتار یک شخص را نادیده می‌گیرد تا به جای آن روی کنش فرد دیگر تمرکز کند که به به معیار دوگانه منجر می‌شود. کسانی که از پس‌چه‌گویی استفاده می‌کنند ضرورتاً به دنبال شانه خالی کردن از زیر مسئولیت حرف‌شان نیستند: پس‌چه‌گویی می‌تواند ابزاری سودمند برای افشای تناقضات، معیارهای دوگانه و ریاکاری باشد.